# Gyrophaena orientalis
Gyrophaena orientalis (лат.) — вид жуков-стафилинид рода Gyrophaena из трибы Athetini (подсемейство Aleocharinae). Евразия.

## Распространение
Палеарктика: Венгрия, Латвия, Россия (включая Сибирь), Румыния, Украина, Финляндия, Швеция.

## Описание
Мелкие коротконадкрылые жуки. Длина тела от 2,3 до 2,5 мм, форма овальная, дорзо-вентрально сплющенная. Длина усиков 0,64 — 0,66 мм, максимальная ширина головы — 0,44 — 0,48 мм (с глазами), максимальная ширина пронотума — 0,48 — 0,54 мм, длина пронотума — 0,33 — 0,38 мм. Длина надкрылий — 0,36 — 0,39. Окраска желтовато-коричневая (голова и преднеспинка темнее, надкрылья светлее, желтовато-коричневые; ноги и усики жёлтые). Личинки и взрослые жуки питаются грибами и трутовиками (облигатные микофаги), в которых живут, питаются и размножаются, откладывают яйца. Поедают споры, базидии и гифы грибницы. Голова широкая, сильно поперечная. Глаза относительно крупные, выступающие (за глазами голова суженная). Язычок длинный и узкий. Губные щупики 2-члениковые. Переднеспинка уже надкрылий. Задние лапки 5-члениковые, а лапки передних и средних состоят из 4 сегментов (формула лапок: 4-5-5).